# Winfried Kretschmann
Winfried Kretschmann, né le 17 mai 1948 à Spaichingen, est un homme politique allemand membre de l'Alliance 90 / Les Verts (Grünen).
Membre fondateur des Grünen, il est élu député au Landtag de Bade-Wurtemberg dès 1980 et y siège par intermittence jusqu'en 1996. Six ans plus tard, il prend la présidence du groupe parlementaire écologiste, puis emmène son parti au scrutin régional de 2006.
À la suite des élections régionales de 2011, il est investi ministre-président de Bade-Wurtemberg et gouverne en coalition avec les sociaux-démocrates. Il est alors le premier écologiste à prendre la direction d'un Land allemand. Après les élections de 2016, il entreprend de constituer une alliance avec les chrétiens-démocrates.

## Biographie

### Formation d'enseignant
Il passe son Abitur en 1968 à Sigmaringen, une ville au sud du Bade-Wurtemberg, puis accomplit son service militaire obligatoire. En 1970, il s'inscrit à l'université de Hohenheim, à Stuttgart, pour y étudier la biologie et la chimie. Il s'engage en 1973 dans la Ligue communiste d'Allemagne de l'Ouest (KBW), engagement à l'extrême gauche qu'il considère désormais comme une erreur de jeunesse.
Il passe son premier diplôme d'enseignement d'État en 1975 et le second deux ans plus tard. Cependant, du fait de son engagement à la KBW, il est initialement interdit d'enseignement dans la fonction publique et commence donc sa carrière dans une école cosmétique privée de Stuttgart. L'interdiction est ensuite levée, à la suite d'une enquête approfondie.

### Débuts en politique
En septembre 1979, il fait partie des fondateurs des Verts (Grünen) dans le Land de Bade-Wurtemberg. À peine six mois plus tard, à l'occasion des élections régionales du 16 mars 1980, il est élu député au Landtag, à 31 ans. Il entre, en 1982, à l'assemblée de l'arrondissement d'Esslingen.

### Ascension
Porté en 1983 à la présidence du groupe parlementaire écologiste, il rejoint cette même année l'aile libérale du parti. Il n'est pas réélu aux élections du 25 mars 1984, le parti n'ayant pas déposé sa candidature dans les délais, mais devient en 1986 conseiller politique auprès de Joschka Fischer, ministre de l'Environnement du Land de Hesse et premier écologiste à intégrer un gouvernement.
Il quitte ce poste avec l'arrivée de la droite au pouvoir en 1987 et se voit réélu député dans le Bade-Wurtemberg lors du scrutin du 20 mars 1988. Il ne se représente pas quatre ans plus tard.

### Au premier plan en Bade-Wurtemberg
Aux élections du 24 mars 1996, il retrouve son siège au Landtag et prend les fonctions de vice-président du groupe Grünen, fort de 19 élus sur 155. Réélu cinq ans plus tard et reconduit à ce poste, il prend en 2002 la succession de Dieter Salomon, élu bourgmestre de Fribourg-en-Brisgau, à la présidence.
Pour les élections du 26 mars 2006, il est choisi comme chef de file écologiste. Alors qu'en 2001, l'Alliance 90 / Les Verts avait réalisé son deuxième plus mauvais score régional, elle réalise à l'occasion de ce scrutin son deuxième meilleur résultat, remportant 11,7 % des voix et 17 sièges sur 139. Il est ensuite reconduit à la tête du groupe parlementaire.

### Ministre-président du Land

#### Élections de 2011 et premier mandat

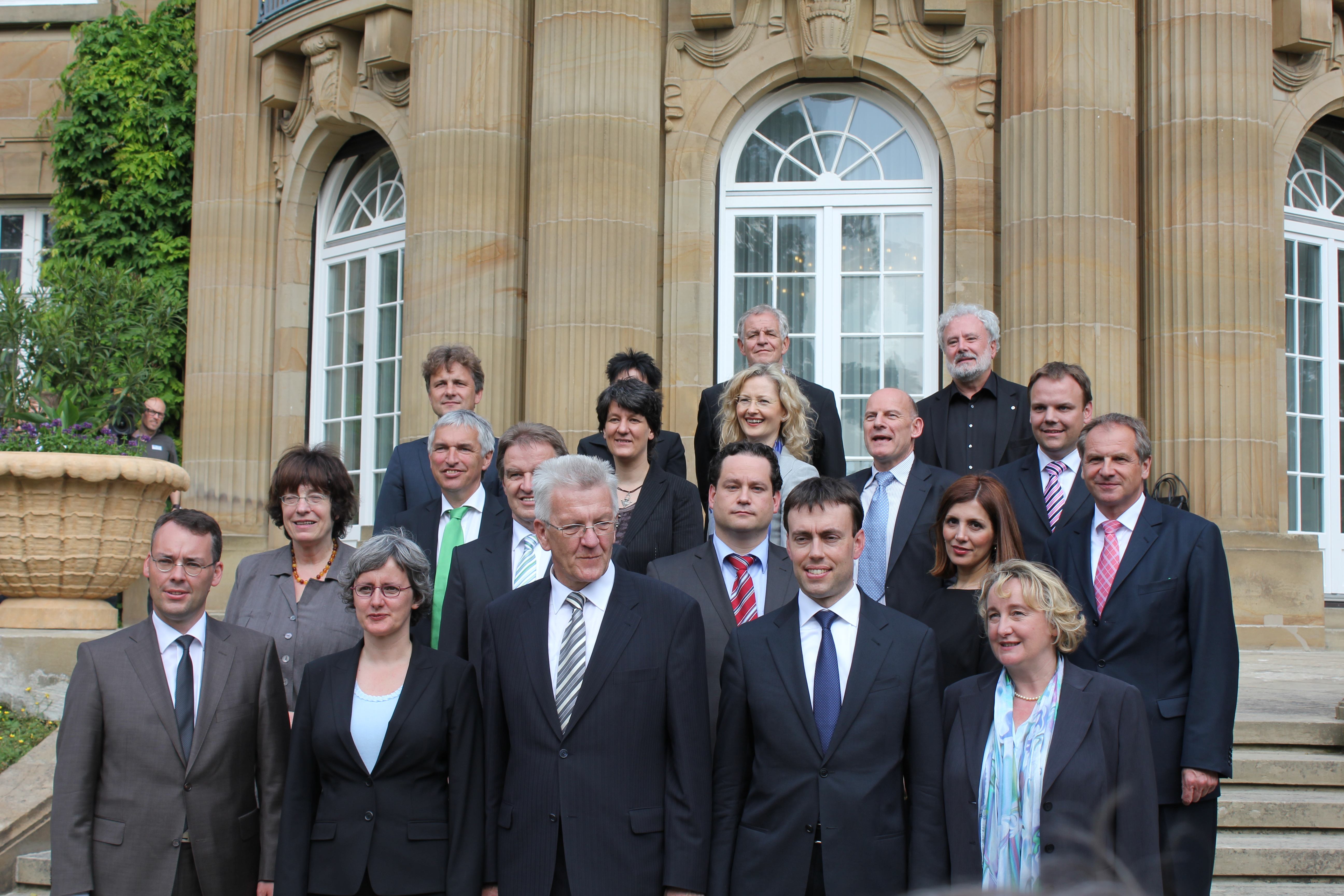
Le cabinet Kretschmann I.

Il est à nouveau chef de file des Verts pour les élections régionales du 27 mars 2011, au cours desquelles son parti, avec 24,3 % des voix, se place deuxième, derrière les chrétiens-démocrates qui obtiennent 39 % des voix. Toutefois, le scrutin marque pour la première fois un renversement de majorité au Landtag grâce au score des sociaux-démocrates (SPD), qui recueillent 23,1 % des suffrages exprimés, les deux partis disposant ensemble de 71 députés sur 138.
Ayant mené des négociations concluantes avec le SPD, Winfried Kretschmann est investi ministre-président de Bade-Wurtemberg le 12 mai 2011, recueillant 73 voix favorables. Il devient ainsi le premier écologiste à prendre, de façon permanente, la direction d'un gouvernement en Allemagne. En outre, c'est la première fois depuis libéral Reinhold Maier en 1952 qu'un ministre-président entame son premier mandat à la suite des élections régionales.
À compter du 1er novembre 2012, Kretschmann prend pour un an la présidence tournante du Conseil fédéral. C'est alors la seconde fois, après Maier, qu'un président du Bundesrat n'est pas issu d'un des deux grands partis allemands.

#### Élections de 2016 et deuxième mandat
Encore chef de file écologiste aux élections régionales du 14 mars 2016, il remporte 30 % des voix et 47 députés sur 143, donnant aux Verts la première place sur l'échiquier politique régional. Le 30 mars, l'Union chrétienne-démocrate d'Allemagne (CDU) décide à l'unanimité d'entamer des négociations en vue de former une « coalition verte-noire ». Kretschmann et Thomas Strobl, président de la CDU régionale, annoncent le 29 avril avoir trouvé un terrain d'entente sur les principaux points d'achoppement, l'accord de coalition devant être présenté trois jours plus tard à Stuttgart.
Winfried Kretschmann est investi pour un second mandat par le Landtag le 12 mai, par 82 voix pour et 57 contre, soit 7 suffrages de moins que le total de sa majorité. Il forme ensuite un cabinet de dix ministres, à parité entre les Verts, qui obtiennent notamment le ministère des Finances, et la CDU, qui dispose des ministères de l'Intérieur, de la Justice, et de l'Économie.

#### Élections de 2021 et troisième mandat
La liste qu'il dirige lors des élections régionales de 2021 en Bade-Wurtemberg rassemble 32,6 % des voix, devançant nettement les conservateurs de la CDU (24,1 %). Ce bon score est attribué à la personnalité de Winfried Kretschmann, considéré comme un « vert de droite » et dont la popularité dépasse l’électorat traditionnel du parti.
Sa politique est atypique pour un écologiste. Il a ainsi surpris en défendant les intérêts de l'industrie automobile et du fait de sa position prudente quant à la transition énergétique. Tandis que son administration a assisté à un délitement des infrastructures publiques et un accroissement de la pauvreté, elle a rejeté plusieurs initiatives sociales, telles qu’une pétition pour des garderies gratuites. Elle demeure attachée à une politique fiscale libérale.

### Idéologie politique
Winfried Kretschmann défend une approche souhaitant concilier écologie politique et libéralisme économique. Parfois considéré comme un « vert de droite », il est assez controversé auprès de la base des Grünen et prend régulièrement des positions contraires à la ligne officielle de son parti. Il soutient le traité transatlantique de libre-échange Tafta, défend l’instauration d’une prime pour l’achat de voitures thermiques pour relancer les ventes des constructeurs automobiles, entend retarder le projet de sortie du moteur à combustion prévu par la direction fédérale du parti et s'oppose à l’instauration d'un impôt sur les grandes fortunes.
Notant que les Verts allemands se considèrent comme de centre gauche, il plaide pour sa part pour « les tirer bien au milieu » de l'échiquier politique. Ayant mis fin au Bade-Wurtemberg à la domination du CDU qui prévalait depuis plus de 50 ans, il a proposé lors de son second mandat une coalition entre droite et écologistes. Pragmatique, il jouit de ce fait d'une popularité importante dans le pays. Il a notamment soutenu la politique d'Angela Merkel lors de la crise migratoire.

### Vie privée
Il est marié depuis 1975 avec Gerlinde Kretschmann, qui a notamment été élue écologiste au conseil municipal de Sigmaringen. Ils ont trois enfants et vivent à Laiz, un quartier de Sigmaringen.
Catholique pratiquant, Winfried Kretschmann a envisagé dans sa jeunesse de devenir prêtre.